# UFC 245
UFC 245: Usman vs. Covington var en MMA-gala som arrangerades av UFC och ägde rum 14 december 2019 i Las Vegas, NV, USA.

## Bakgrund
En titelmatch i welterviktsklassen mellan regerande mästaren Kamaru Usman och före detta interimmästaren Colby Covington var huvudmatch, main event.
Den första av de två andra huvudmatcherna, co-main, var titelmatchen i fjädervikt mellan regerande mästaren Max Holloway och utmanaren Alexander Volkanovski. De andra halvan av de två andra huvudmatcherna var titelmatchen i damernas bantamvikt mellan regerande mästare Amanda Nunes och utmanaren den före detta fjäderviktsmästaren Germaine de Randamie.

### Ändringar
Santiago Ponzinibbio var tänkt att möta Robbie Lawler, men 12 oktober drog Ponzinibbio ut matchen på grund av en Stafylokock-infektion. Trots att det var mer än två månader innan galan valde UFC att lyfta bort Lawler från kortet snarare än att hitta en ny motståndare åt honom.

### Invägning
Vid invägningen streamad på Youtube vägde utövarna följande:
1. ↑  Eye missade vikten med 5 lb och fick böta 30% av sin purse till Araujo

## Resultat
1. ↑  Titelmatch i bantamvikt
2. ↑  Titelmatch i fjädervikt
3. ↑  Titelmatch i weltervikt

## Bonusar
Följande MMA-utövare fick bonusar om 50 000 USD:
- Fight of the Night: Kamaru Usman vs. Colby Covington
- Performance of the Night: Petr Jan och Irene Aldana